# Kraftfahrgesetz 1967
Das Kraftfahrgesetz 1967 (kurz KFG 1967) ist ein österreichisches Bundesgesetz, mit dem der Betrieb und Verkehr von Kraftfahrzeugen und Anhängern auf Straßen mit öffentlichem Verkehr (das sind Straßen entsprechend § 1 Abs. 1 der Straßenverkehrsordnung 1960) geregelt ist.
Vorgängergesetz des Kraftfahrgesetzes 1967 war das Kraftfahrgesetz 1955, Stammfassung BGBl. Nr. 223/1955.

## Anwendungsbereich
In § 1 Abs. 1 KFG ist der allgemeine Anwendungsbereich des Gesetzes beschrieben, Abs. 3 regelt, dass die Bestimmungen des KFG auf Sonderkraftfahrzeuge und Sonderanhänger (§ 2 Z 23 und 27), soweit nichts anderes festgesetzt ist, nur sinngemäß anzuwenden sind.
Mit Abs. 2 wird die Verwendung von bestimmten Kraftfahrzeugen von den Bestimmungen ausgenommen, das sind neben diversen Transportkarren, Arbeitsmaschinen und anderen Sonderkraftfahrzeugen (lit. a und lit. b), die Ausnahmen des Betriebs von Kraftfahrzeugen auf kraftfahrsportlichen Veranstaltungen und ihren Trainingsfahrten, wenn sie auf einer für den übrigen Verkehr gesperrten Straße verwendet werden für die Dauer einer solchen Veranstaltung (lit. c). Ebenso ausgenommen ist die Verwendung von Heeresfahrzeugen (§ 2 Z 38), „die durch Bewaffnung, Panzerung oder ihre sonstige Bauweise für die militärische Verwendung im Zusammenhang mit Kampfeinsätzen besonders gebaut oder ausgerüstet oder diesem Zweck gewidmet sind“, wobei diese Fahrzeuge jedoch dem § 97 Abs. 2 unterliegen (lit. d).
Nicht als Kraftfahrzeuge, sondern als Fahrräder im Sinne der Straßenverordnung (das ist § 2 Begriffsbestimmungen Abs. 1 Z 22 StVO 1960) gelten nach § 1 Abs. 2a KFG elektrisch angetriebene Fahrräder, sofern ihre höchste zulässige Leistung nicht mehr als 250 Watt, und ihre Bauartgeschwindigkeit nicht mehr als 25 km/h beträgt.

## Kraftfahrgesetz-Durchführungsverordnung 1967
Mit der Kraftfahrgesetz-Durchführungsverordnung 1967, Stammfassung BGBl. Nr. 399/1967, wird „auf Grund des Kraftfahrgesetzes 1967, BGBl. Nr. 267, […] hinsichtlich der §§ 9 lit. a bis c und e, 10 bis 13, 16, 61 und 62 bezüglich der Angelegenheiten des Bundesheeres und der Heeresverwaltung im Einvernehmen mit dem Bundesministerium für Landesverteidigung, hinsichtlich des § 28 im Einvernehmen mit dem Bundesministerium für Justiz, hinsichtlich der §§ 27, 28, 66 und 67 im Einvernehmen mit dem Bundesministerium für Finanzen, hinsichtlich der §§ 30 bis 35 im Einvernehmen mit dem Bundesministerium für soziale Verwaltung und hinsichtlich der §§ 39 bis 51 im Einvernehmen mit dem Bundesministerium für Verkehr und verstaatlichte Unternehmungen verordnet: …“

## Wissenswertes und Kurioses
- Oftmals ist die falsche Bezeichnung „Kraftfahrzeuggesetz“ (mit oder ohne den Zusatz 1967) nicht nur umgangssprachlich in Verwendung, sondern findet sich dies auch in offiziellen Quellen. Überdies findet sich „Kraftfahrzeuggesetz“ auch vielfach in der Judikatur und vereinzelt in Regierungsvorlagen und Bundesgesetzblättern.[2]

Auch der Journalist und Kabarettist Guido Tartarotti benennt das Gesetz „Kraftfahrzeuggesetz 1967“ in seinem Programm Selbstbetrug für Fortgeschrittene, in dem er die „Schweinwerfer“ und deren Entfernung aus dem KFG 1967 im Jahr 2016 (tatsächlich bereits im Jahr 2014, siehe nachstehend) satirisch bearbeitet.
- Mit dem Bundesgesetz, mit dem das Kraftfahrgesetz 1967 (19. KFG Novelle), die 4. Kraftfahrgesetz-Novelle und das Gebührengesetz 1957 geändert werden (BGBl. I Nr. 103/1997), hat anstelle des korrekten Wortes Scheinwerfer mit den §§ 14, 15 und 20 das Wort „Schweinwerfer“ im Kraftfahrgesetz 1967 Eingang gefunden.[4] Wenngleich nicht, wie vom Team Stronach in einer Presseaussendung verbreitet, „… ein ‚Schweinwerfer‘ 38 Jahre lang im Kraftfahrgesetz stehen kann“,[5] so blieb der Fehler dennoch 17 Jahre unbemerkt, als das Team Stronach am 22. Oktober 2014 einen Initiativantrag im Plenum des Nationalrats zur redaktionellen Korrektur einbrachte[6] und dieser, verbunden mit einem weiteren Initiativantrag zur Änderung des Kraftfahrgesetzes,[7] am 20. November 2014 im Parlament verabschiedet wurde.[8] (Bundesgesetz, mit dem das Kraftfahrgesetz 1967 geändert wird, BGBl. I Nr. 87/2014 vom 16. Dezember 2014.)[9][10][3]

Ebenso ist „'Schweinwerfer“ statt Scheinwerfer auch mehrmals bis in die höchstgerichtliche Judikatur, sowie (zum Stand Juli 2019) in einer Fundstelle des Landesrechts des Burgenlandes, zu finden.